# Megarine
Megarine (em árabe: اﻟﻤﻘﺎرﻳﻦ) é uma comuna localizada na província de Ouargla, Argélia. De acordo com o censo de 2008, a população total da cidade era de 13 751 habitantes.